# Aglais dannenbergi
Aglais dannenbergi är en fjärilsart som beskrevs av Neuburger 1905. Aglais dannenbergi ingår i släktet Aglais och familjen praktfjärilar. Inga underarter finns listade i Catalogue of Life.